# ワルシャワの生き残り
《ワルシャワの生き残り》（英語：A Survivor from Warsaw）作品46は、1947年にアルノルト・シェーンベルクが作曲した、ナレーター、男声合唱と管弦楽のためのカンタータ。

## 概要
作品はクーセヴィツキー財団からの委嘱によって作曲された。1933年にナチスの台頭から逃れアメリカに亡命したシェーンベルクは戦後、明らかになったホロコーストや強制収容所での話などとともにナチスによってヨーロッパで命を落とした親族の訃報の詳細に触れることとなった。シェーンベルクはその後、アメリカに亡命した他のユダヤ人の体験談や新聞の記述などを通じてヨーロッパで発生したユダヤ人の虐殺の悲劇を追体験していった。
委嘱を受けてから作品は1ヶ月ほどで書き上げられ、1948年に初演を迎えた。この時、シェーンベルクはすでに老体で通常の五線譜に書き込むことが困難だったことから五線の幅が通常の3倍ほどに拡大された大きな五線譜に音符を書き上げ作品を制作していった。清書は弟子のルネ・レイボヴィッツが担当した。

## 初演
1948年11月4日にアルバカーキにおいてカート・フレデリック指揮、アルバカーキ市民交響楽団によって初演された。ナレーションはシャーマン・スミスが担当した。

## 楽器編成
実音で記譜されていて、クラリネットやトランペットなどに調性指定はない。
フルート2（ピッコロ2持ち替え）、オーボエ2、クラリネット2、ファゴット2、ホルン4、トランペット3、トロンボーン3、テューバ、シロフォン、鐘、チャイム、小太鼓、大太鼓、ティンパニ、シンバル、トライアングル、タンバリン、タムタム、カスタネット、ハープ、語り手、男声合唱、第1ヴァイオリン10、第2ヴァイオリン10、ヴィオラ6、チェロ6、コントラバス6
演奏時間はおよそ7分程度（Arnold Schönberg Centerより）。

## 楽曲構成
ナレーションは、第二次世界大戦中にワルシャワのゲットーを生き延びてきた男を表しており、筋書きは、死の収容所で処刑されようとした一群のユダヤ人の恐怖体験である。ナレーターの言葉は英語であるが、ドイツ兵が登場する場面において、彼の台詞を引用する際にドイツ語が用いられている。男声合唱は結末に登場し、「シェマ・イスロエル（聞け、イスラエル）」（申命記6:4-7）をヘブライ語のアシュケナジム式発音で歌う。作曲者の十二音技法が遺憾なく発揮されており、無調の音楽がホロコーストの残忍さを強烈に訴えている一種の政治参加の音楽であり多言語テキストの音楽である。短い作品ではあるが彼の代表作の1つである。
ナレーターのパートは１本の線とその上下に通常の音符によって記譜されている。つまり、絶対的な音高は規定されていないが、テキストの各音節の長さは厳密に規定され、他の楽器パートとのタイミングが定められている。この点では、単にナレーションの背景に音楽が流れているのではなく、ナレーションも音楽に組み込まれているのであり、広義の歌の一種、シュプレッヒシュティンメとみなすべきものとなっている（「月に憑かれたピエロ」の「楽曲」の項を参照）。